# Charles Louis L’Héritier de Brutelle
Charles Louis L’Héritier de Brutelle (* 15. Juni 1746 in Paris; † 16. August 1800 ebenda ermordet) war ein französischer Jurist und Botaniker. Sein offizielles botanisches Autorenkürzel lautet „L’Hér.“

## Leben
Charles Louis L’Héritier de Brutelle wurde vom König als Verwaltungsbeamter (procureur du roi) der Forstbehörde (maîtrise des eaux et forêts) eingesetzt. Später war er als Berater an der Cour des Aides tätig. Als Amateurbotaniker trat er im Jahr 1790 als botanischer Mitarbeiter (associé botaniste) in die Académie royale des sciences ein. Als diese im Jahr 1795 vom Nationalkonvent geschlossen und unter die Schirmherrschaft des neu gegründeten Institut de France gestellt wurde, nahm letztere ihn als Mitglied der Sektion für Botanik und Biophysik (section de botanique et physique végétale) auf.

## Werk
Der Amateurbotaniker gab in den Jahren 1784 bis 1785 in Paris das zweibändige Werk Stirpes novae aut minus cognitae, quas descriptionibus et iconibus illustravit Carolus Ludovicus L’Héritier heraus. Seine Aufmerksamkeit galt vor allem den Storchschnabelgewächsen (Geraniaceae), die er in dem im Jahr 1792 publizierten, Geranologia betitelten Werk abhandelte. Ihm ist insbesondere die Unterscheidung der Gattungen Storchschnäbel (Geranium L.), Pelargonien (Pelargonium) und Reiherschnabel (Erodium L’Hér.) zu verdanken.
Charles Louis L’Héritier de Brutelle hinterließ ein Herbarium mit etwa 8000 Arten und eine bedeutende Bibliothek botanischer Werke.
Seine Errungenschaften auf dem Gebiet der Botanik wurden von seinen Zeitgenossen kaum beachtet, später jedoch von Carl Ludwig Willdenow und Augustin Pyrame de Candolle anerkannt und aufgewertet.

## Ehrungen
Ihm zu Ehren wurde die Gattung Heritiera Ait. der Pflanzenfamilie der Malvengewächse (Malvaceae) benannt.

## Schriften (Auswahl)
- Stirpes novae aut minus cognitae, quas descriptionibus et iconibus illustravit… Paris 1785–1805.
- Sertum anglicum. 1789–1792.
- Geraniologia, seu Erodii, Pelargonii, Geranii, Monsoniæ et Grieli…Paris 1792 (Digitalisat).